# Constantí
Constantí település Spanyolországban, Tarragona tartományban. Constantí Perafort, La Pobla de Mafumet, Els Pallaresos, Tarragona, Reus és La Selva del Camp községekkel határos. Lakosainak száma 6888 fő (2024).

## Népesség
A település népessége az elmúlt években az alábbi módon változott:
| Lakosok száma | 886  | 2418 | 2217 | 2395 | 5554 | 5462 | 6373 | 6539 | 6540 | 6888 |
|               | 1717 | 1887 | 1936 | 1960 | 1986 | 2004 | 2009 | 2014 | 2019 | 2024 |